# Elwood (Nebraska)
Elwood je selo u američkoj saveznoj državi Nebraska. Prema popisu stanovništva iz 2010. u njemu je živjelo 707 stanovnika.